# Lafresnayes dwergspecht
De Lafresnayes dwergspecht (Picumnus lafresnayi) is een vogel uit de familie Picidae (spechten). Deze vogel is genoemd naar de Franse ornitholoog Frédéric de Lafresnaye.

## Verspreiding en leefgebied
Deze soort komt voor in het westelijk en centraal Amazonebekken en telt vier ondersoorten:
- P. l. lafresnayi: zuidoostelijk Colombia, oostelijk Ecuador en noordelijk Peru.
- P. l. punctifrons: oostelijk Peru.
- P. l. taczanowskii: noordoostelijk en het noordelijke deel van Centraal-Peru.
- P. l. pusillus: noordwestelijk Brazilië.

## Status
De grootte van de populatie is niet gekwantificeerd maar de soort wordt omschreven als niet algemeen voorkomend. Op de Rode lijst van de IUCN heeft deze soort de status niet bedreigd.